# Przywidz (województwo łódzkie)
Przywidz – wieś w Polsce położona w województwie łódzkim, w powiecie poddębickim, w gminie Pęczniew.
W latach 1975–1998 miejscowość położona była w województwie sieradzkim. Przed wojną wieś leżała w województwie wielkopolskim, w powiecie tureckim. Powierzchnia: ok. 365 ha, w tym 20% to grunty orne, 52% łąki, 16% lasy, a reszta nieużytki i inne. Do sołectwa należą miejscowości: Jasienie, Krowica, Przywidz I i Przywidz II.